# Třebichovická olšinka
Třebichovická olšinka este o arie protejată (arie specială de conservare — SAC, sit de importanță comunitară — SCI) din Republica Cehă întinsă pe o suprafață de 0,45 ha, integral pe uscat.

## Localizare
Centrul sitului Třebichovická olšinka este situat la coordonatele 50°11′09″N 14°04′44″E / 50.185833°N 14.078889°E.

## Înființare
Situl Třebichovická olšinka a fost declarat sit de importanță comunitară în aprilie 2005 pentru a proteja 1 specie de animale. Situl a fost protejat și ca arie specială de conservare în iulie 2012.

## Biodiversitate
Situată în ecoregiunea continentală, aria protejată nu include niciun habitat protejat.
La baza desemnării sitului se află o specie protejată de  nevertebrate: Vertigo angustior.